# Translativ
Translativ er i grammatik en kasus, der findes i de fleste finsk-ugriske sprog, herunder i finsk, ungarsk og estisk, men også i de volgafinske sprog, fx i mordvinsk.
Translativ betegner en tilstand eller en egenskab som resultat af en forudgående proces eller forandring. De tilsvarende udtryk vil på dansk ofte være adverbialled eller præpositionsled eller et prædikativ.

## Eksempler

### Finsk
| (1) | Hän                        | tuli | isä-ksi        |
|     | Han                        | blev | far-translativ |
|     | „Han blev (til en) fader.“ |      |                |

| (2) | Joulu-ksi                 | lähdimme | kotiin |
|     | „Til jul rejste vi hjem.“ |          |        |

### Estisk
| (2) | Ma jään                 | kaheks | nädalaks |
|     | „Jeg bliver i to uger.“ |        |          |

### Ungarsk
(jf. J. Tompas grammatik; se litteratur)
| (3) | Ezt a csikót az-zá nevelem,  | ami apja volt:     | híres versenyló-vá        |
|     | „Dette føl opdrager jeg til, | hvad dets far var: | en berømt væddeløbshest.“ |